# Shabdrung Ngawang Namgyel

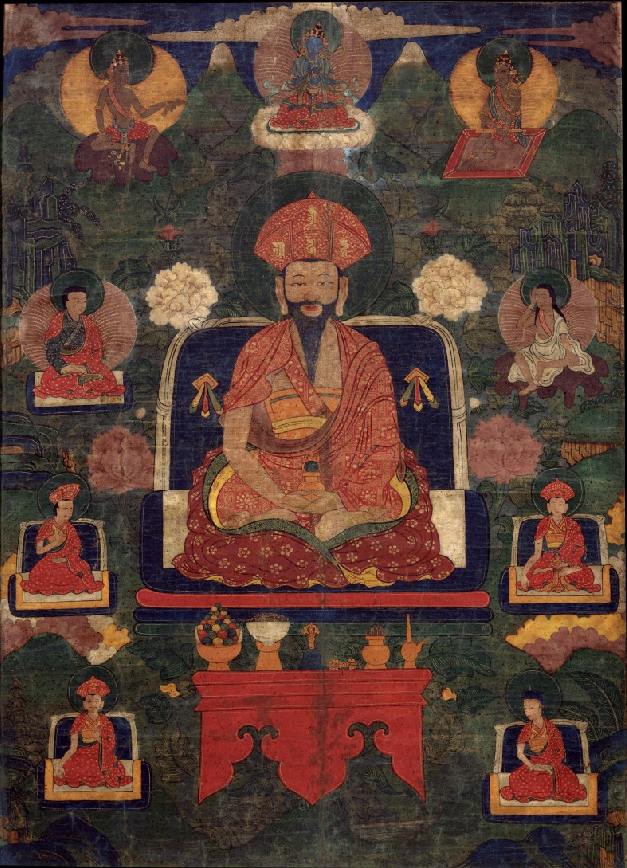
Shabdrung Ngawang Namgyel. Darstellung aus dem 19. Jahrhundert (Rubin Museum of Art, New York).

Shabdrung Ngawang Namgyel (tibetisch ཞབས་དྲུང་ངག་དབང་རྣམ་རྒྱལ, Wylie-Umschrift: zhabs drung ngag dbang rnam rgyal; geb. 1594; gest. 1651) war der Gründer Bhutans. Er etablierte die Drugpa-Kagyü-Schule als eine der bedeutendsten Schulen des tibetischen Buddhismus. Im Tal von Thimphu gründete er 1620 das Kloster Cheri. Er gilt als eine Reinkarnation Pema Karpos.